# Czesi w Polsce
Czesi w Polsce – ustawowo uznana mniejszość narodowa w Polsce, przynależność do której w trakcie spisu powszechnego z 2011 roku zadeklarowało 2831 osób. Mniejszość czeska jest w Polsce równocześnie mniejszością wyznaniową, współtworzącą Kościół Ewangelicko-Reformowany.

## Historia

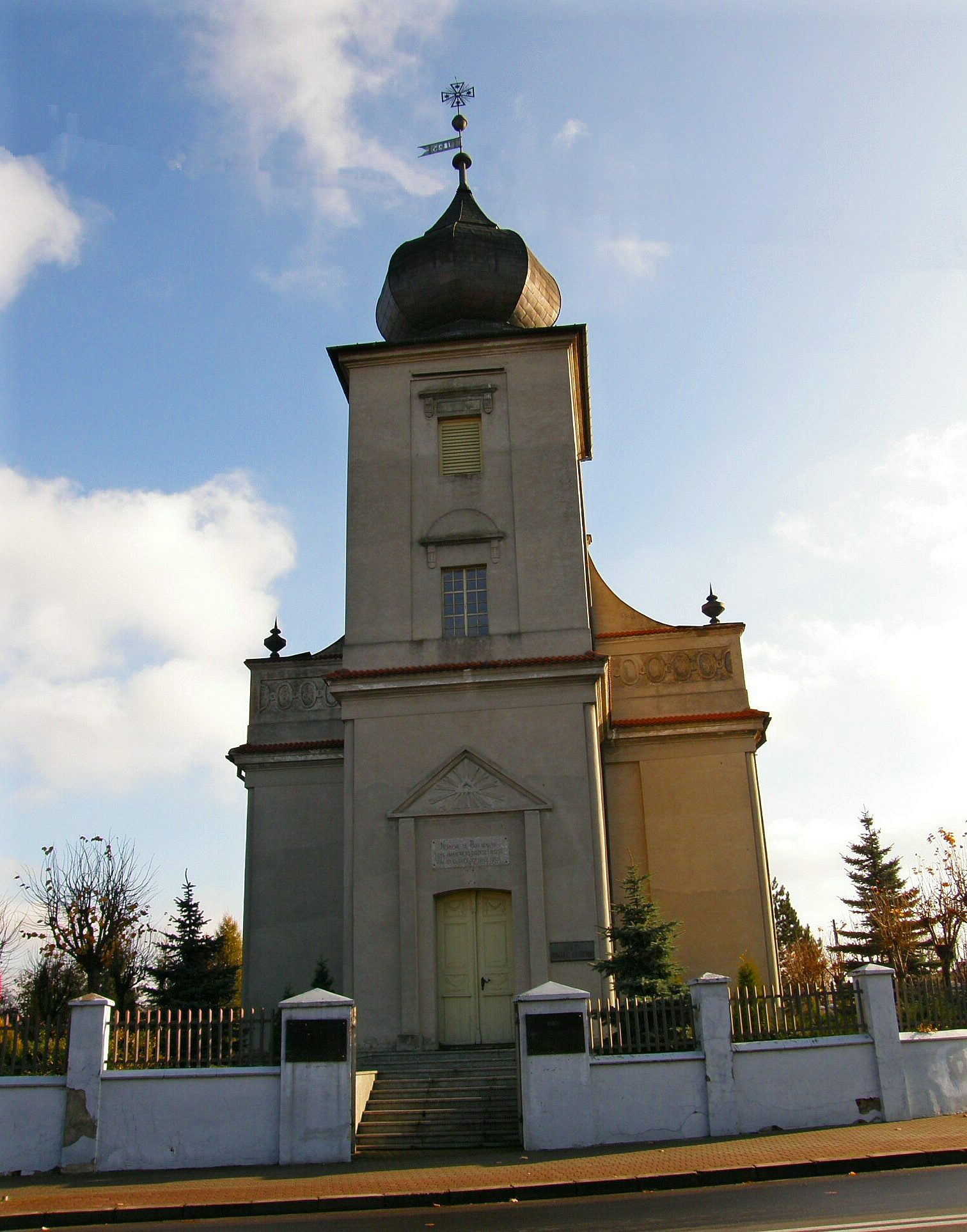
Kościół ewangelicko-reformowany w Zelowie

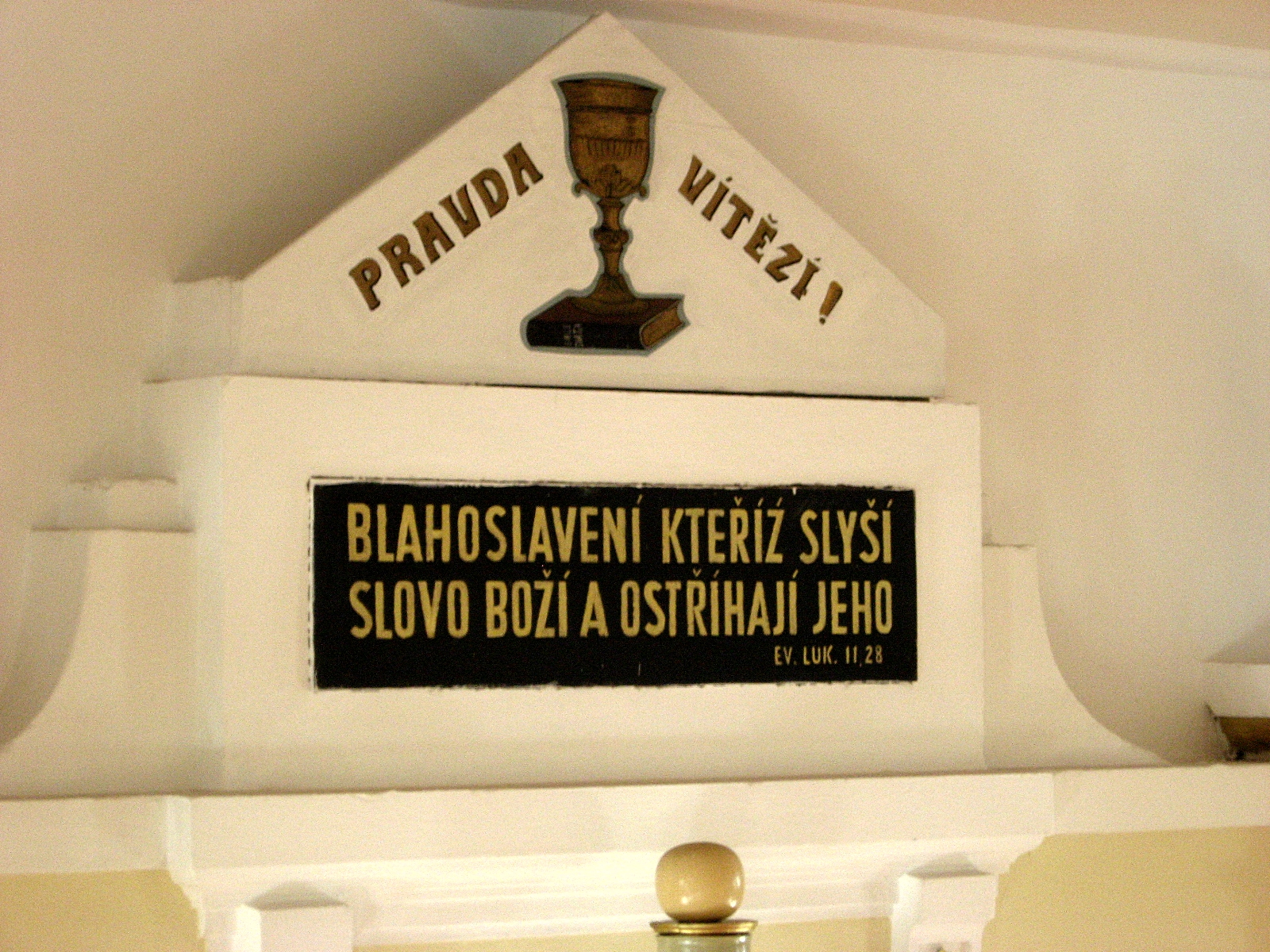
Napis w języku czeskim nad kazalnicą w kościele ewangelicko-reformowanym w Zelowie

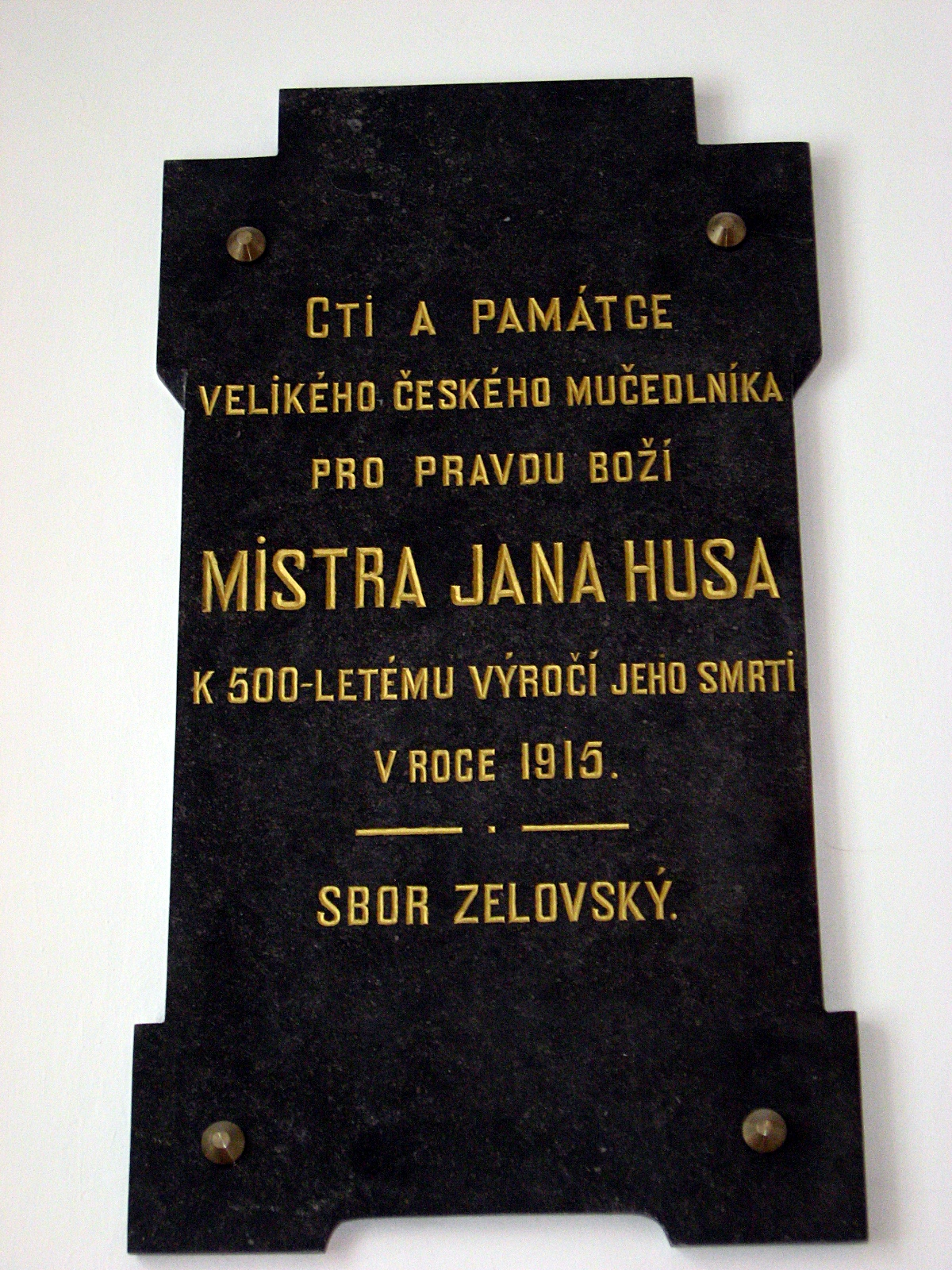
Tablica poświęcona Janowi Husowi

### Początki kontaktów polsko-czeskich
Czesi obecni są w polskiej kulturze już od samych początków państwowości. Stosunki polsko-czeskie już we wczesnym średniowieczu obejmowały wzajemne kontakty kulturowe oraz migracje kupców, rycerstwa czy duchowieństwa. To właśnie Czesi odegrali rolę pośredników w przyswajaniu przez Polskę dorobku kulturowego zachodniej Europy. Powszechnie znany i obustronnie aprobowany jest historyczny fakt przyjęcia chrześcijaństwa z Czech, wraz z małżeństwem Mieszka I z Doubrawką (Dąbrówką). Kontakty polsko-czeskie ułatwiała językowa bliskość, czeskie wpływy bardzo silnie wpłynęły na kształtowanie się polskiej terminologii religijnej i prawnoadministracyjnej. W późnym średniowieczu wielkie znaczenie dla rozwoju polskiego języka literackiego miały czeskie przekłady Biblii.

### Migracje na teren Polski
Pierwsze duże migracje Czechów na tereny Polski związane były z czynnikami religijnymi. Ich historię otwiera rok 1548, gdy Ferdynand I nakazał wszystkim poddanym należącym do husyckiej Jednoty Braterskiej wstąpienie do Kościoła katolickiego albo opuszczenie kraju. Osiedlenie się w Wielkopolsce braci czeskich, którzy jako ruch religijno-społeczny wyłonili się z husytyzmu, było niezwykle istotne dla rozwoju polskiej reformacji. Inspiracje czeskie odegrały zwłaszcza rolę w początkowej fazie formowania się polskiej literatury reformacyjnej w I połowie XVI wieku.
Zasadnicza fala migracyjna Czechów na ziemie polskie przypadła jednak na późniejszy czas i związana była z ostateczną klęską wojsk pod Białą Górą w 1620. Represje władz wobec niekatolików spowodowały, iż z Czech i Moraw wyemigrowało do krajów protestanckich i Polski około 120 tysięcy osób – protestantów o silnie czeskiej tożsamości. Czeska inteligencja emigrowała głównie do Wielkopolski i na Pomorze. Największym skupiskiem czeskiego wychodźstwa w Rzeczypospolitej stało się od 1628 Leszno, gdzie osiadło około tysiąca Czechów, w tym wybitny uczony Jan Ámos Komenský. Oprócz Leszna znaczna liczba Czechów osiedliła się także w Ostrorogu i Toruniu.
Duże grupy Czechów wyemigrowały w połowie XVIII w. z głębi swego kraju na Śląsk właśnie przyłączony do Królestwa Prus. W ramach akcji osadniczej zainicjowanej przez Fryderyka Wielkiego (tzw. „kolonizacji fryderycjańskiej)” na Śląsk przybyło ponad 25 tysięcy Czechów. Do największych skupisk czeskich należały początkowo Ziębice i Strzelin. Wkótce powstały czeskie wsie, m.in. Husinec (obecnie Gęsiniec), Poděbrady (ob. Gościęcice), Bedřichův Hradec (Grodziec), Lubín (Lubienia) i Tabor Wielki.
Pod koniec XVIII wieku koloniści czescy skierowali się na wschód. Potomkowie czeskich emigrantów ze Śląska kupili w 1802 ziemię w Zelowie – uważanym współcześnie za główny ośrodek mniejszości czeskiej – który wówczas znajdował się na obszarze zarządzanym przez króla pruskiego. Wkrótce macierzyste czeskie kolonie na Śląsku i Zelów znów rozdzieliła granica państwowa, ale napływ Czechów w okolice Zelowa nie ustawał. Innymi ośrodkami Polski centralnej, w których od XIX wieku osiedlali się Czesi, były: Kuców, Kamienica Polska, Łódź, Żyrardów, a także Warszawa.
W 1825 zelowscy Czesi oddali do użytku pierwszą w mieście świątynię (kalwińską). Parafia ta od razu stała się równocześnie ważnym ośrodkiem czeskiego życia narodowego. Pastorzy dbali o to, by językiem nabożeństw oraz komunikacji między parafianami był język czeski. W okresie tym Zelów etnicznie miał charakter niemal czysto czeski. W 1845 w mieście zamieszkiwało 1264 Czechów, należących do Kościoła ewangelicko-reformowanego i tylko 64 Polaków wyznania katolickiego oraz 19 Niemców-luteranów. W kolejnych latach – w miarę napływu ludności żydowskiej, polskiej i niemieckiej – charakter Zelowa zmienił się na wielonarodowy. Największą zbiorowością Czesi byli tu jeszcze tuż przed II wojną światową (3000 Czechów przy 2000 Żydów i około 600 Polaków). Po II wojnie światowej liczba Czechów znacznie zmalała, wyjechała również duża część Niemców. Na miejsce wymordowanej ludności żydowskiej do ośrodka napływali Polacy, a Czesi stali się niewielką społecznością. Przeobrażeniom uległ również krajobraz konfesyjny miasta – przestały tu funkcjonować Wolny Kościół Ewangelicko-Reformowany, metodyści i bracia czescy.
Współcześnie oprócz Zelowa czeskie rodziny zamieszkują także w pobliskich miejscowościach: Zelówek, Ignaców, Józefatów, Kleszczów.

### „Czeski zakątek”

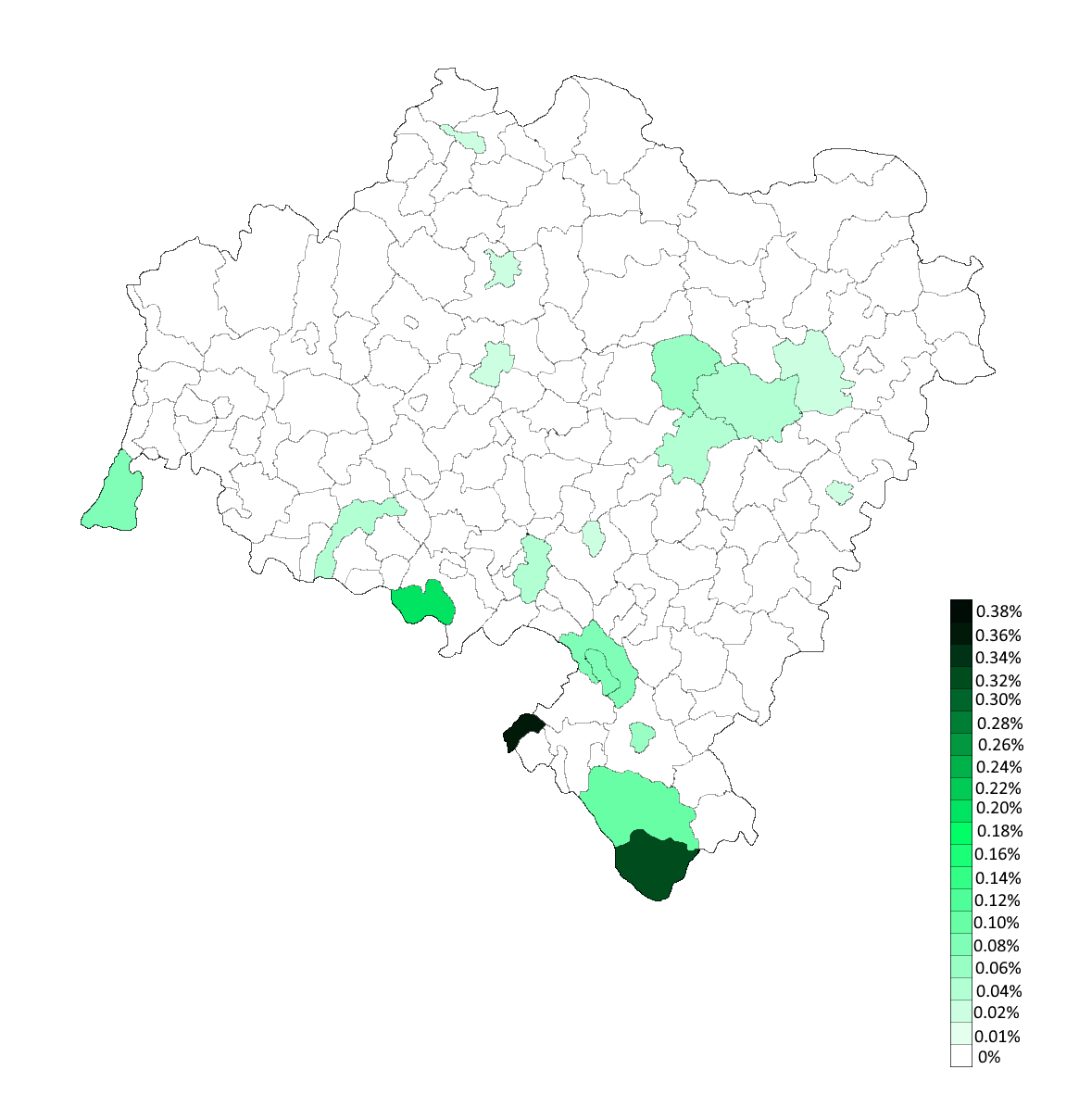
Ludność czeska na Dolnym Śląsku w podziale na gminy

Ludnością autochtoniczną byli Czesi zamieszkujący niegdyś na zachodzie powiatu kłodzkiego. Rejon ten nazywano „czeskim zakątkiem” (cz. Český koutek) i składał się on z wsi (od południa ku północy): Brzozowie (Březová), Słone (Slané), Zakrze (Žakš), Kudowa (Chudoba), Czermna (Velká Čermná), Błażejów (Blažejov), Jakubowice (Jakubovice), Pstrążna (Stroužné), Bukowina (Bukovina), Ostra Góra (Nouzín), Ostra Góra (Vostrá Hora). Obszar ten, pod względem geograficznym, nie jest częścią Kotliny Kłodzkiej (należy do zlewiska Łaby/Morza Północnego w odróżnieniu od Kotliny Kłodzkiej, która należy do zlewiska Odry/Morza Bałtyckiego), a do hrabstwa kłodzkiego został włączony trwale dopiero pod koniec XV w. Obok katolickiej ludności wywodzącej się za starego osadnictwa wschodnioczeskiego zamieszkiwali tu również (głównie w Pstrążnej) czescy protestanci, przybyli na te tereny przede wszystkim w XVIII w. Według niemieckiego spisu ludności z 1902 żyło w Czeskim zakątku 5250 Czechów (77% z 6822 mieszkańców). W pozostałych rejonach ziemi kłodzkiej osadnictwo czeskie było mniej liczne. W całym powiecie kłodzkim żyło w 1910 roku 9.173 osób deklarujących język czeski jako ojczysty spośród 64.852 mieszkańców powiatu (1910), czyli poza Czeskim zakątkiem żyło w tym powiecie dodatkowo 3.923 Czechów. W 1905 roku w powiecie bystrzyckim język czeski jako ojczysty deklarowało 769 osób spośród 56.939 mieszkańców powiatu, a w powiecie noworudzkim 615 osób spośród 52.872 mieszkańców powiatu (1910). W 1910 roku Czesi stanowili 14% mieszkańców powiatu kłodzkiego (77% mieszkańców Czeskiego zakątku; natomiast 6,7% w reszcie powiatu), 1,3% mieszkańców powiatu bystrzyckiego i 1,1% mieszkańców powiatu noworudzkiego. Jednak w 1925 roku w całej ziemi kłodzkiej oficjalne niemieckie statystyki wykazały już jedynie 5.889 Czechów spośród 178.770 mieszkańców (3,3% mieszkańców). W 1933 roku spis wykazał 2.889 Czechów (1,6% mieszkańców).
Administracja polska traktowała po 1945 mieszkających tu Czechów jako Niemców, dlatego też podlegali oni przymusowym przesiedleniom. Zaraz po wojnie liczbę Czechów w „czeskim zakątku” szacowano na około 5 tysięcy osób. W ciągu roku liczba ta zmniejszyła się do około 500. Większość już w 1945 uciekła do Czechosłowacji do swych rodzin, a nieco ponad tysiąc osób wyjechało do Niemiec Zachodnich razem z etnicznymi Niemcami.
Podczas spisu powszechnego z 2021 roku w województwie dolnośląskim 1029 osób zadeklarowało przynależność do narodowości czeskiej, co stanowi 0,035% mieszkańców województwa.

### Morawcy

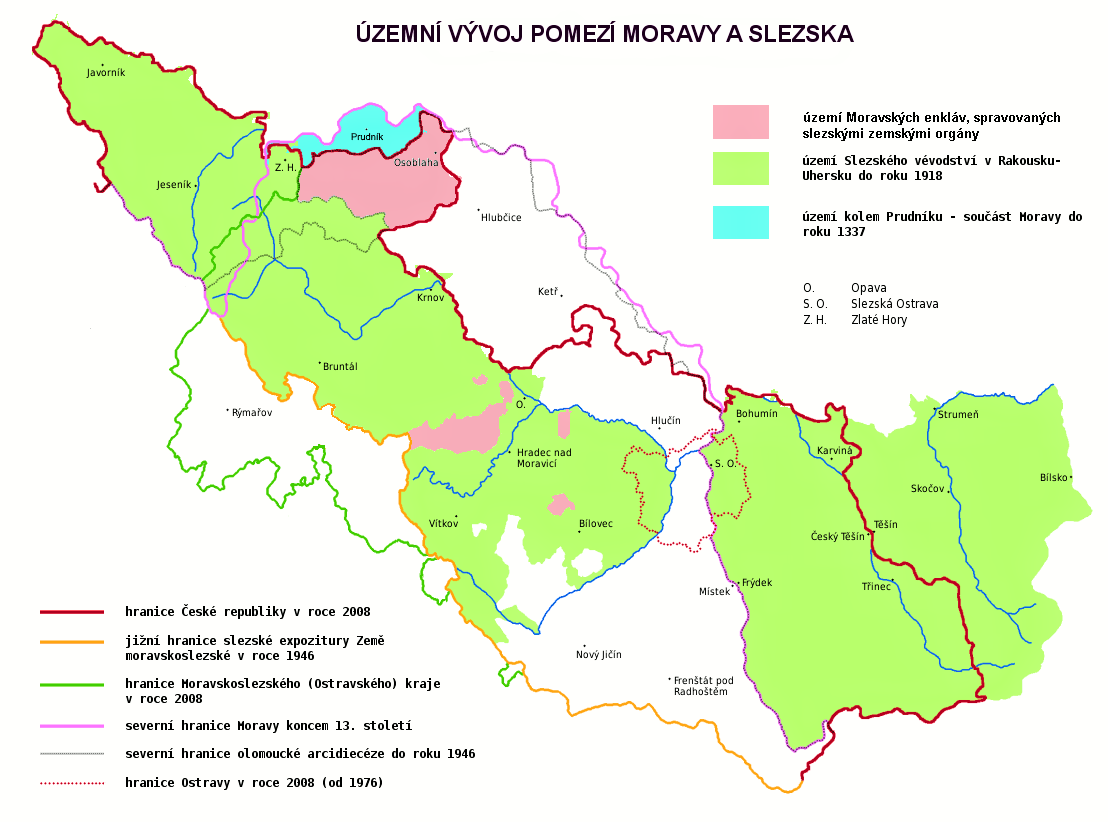
Maksymalny zasięg obszarów należących do Moraw i diecezji ołomunieckiej na Śląsku (obszar na którym wykształcili się „Morawcy”).

Morawcy są śląską grupą etnograficzną zamieszkującą pewne obszary ziemi głubczyckiej i raciborskiej w Polsce i sąsiedni kraik hulczyński w Czechach. Morawcy zamieszkiwali obszary należące wcześniej do księstwa opawskiego i karniowskiego oraz tzw. enklawy morawskie. Wszystkie te tereny zostały wydzielone z Moraw (później Margrabstwa Morawskiego), pozostawały więc w granicach biskupstwa ołomunieckiego. W 1742 roku północną część księstwa karniowskiego i opawskiego włączono do Prus. Następnie złączono je administracyjnie z terenami księstwa raciborskiego. W tym okresie wskutek migracji wewnętrznych pewna liczba Morawców zamieszkiwała także w Raciborzu. W większości zamieszkiwali oni na obszarze od granic z Austrią po rzekę Psinę. Między większe ośrodki Morawców należały Kietrz, Baborów, Krzanowice, Hulczyn czy Nowa Cerekwia. Późniejsze roszczenia czechosłowackie objęły południowy Śląsk po Racibórz i Głubczyce, jednak Racibórz zamieszkany był głównie przez Niemców i Polaków, Morawcy byli w nim raczej ludnością napływową, ponadto co najmniej od XII w. Racibórz należał stale do kościoła śląskiego (biskupstwa wrocławskiego). Głubczyce były zdominowane przez ludność niemiecką, jednak pierwotnie znajdowały się w zasięgu monarchii Przemyślidów, a ich morawską przeszłość przypominała aż do XX w. kościelna przynależność (metropolia ołomuniecka). Morawcy uważali siebie za Morawian (czes. Moravec pol. Morawiec to używane dawniej określenie mieszkańca Moraw) lub poddanych króla pruskiego, a więc Niemców. W konsekwencji podziału Śląska między Prusy i Austrię (1742) Morawcy stali się czeskimi Ślązakami na Śląsku Pruskim. W 1918 r. Czechosłowacja wysunęła roszczenia do tych terenów (włącznie z Głubczycami i Raciborzem) oraz do ziemi kłodzkiej i w 1920 r. została przekazana Czechosłowacji część powiatu raciborskiego, kraik hulczyński (cz. Hlučínsko, niem. Hultschiner Ländchen), choć Morawcy w tym czasie byli już mocno zgermanizowani i uważali się raczej za Niemców. W kraiku hulczyńskim należącym do Czechosłowacji w wyborach do czechosłowackiego parlamentu w 1935 roku mieszkańcy oddali 3/4 głosów na niemieckie partie nacjonalistyczne. W 1938 r. kraik hulczyński został przyłączany do niemieckiego powiatu raciborskiego w rejencji opolskiej w prowincji śląskiej (od 1941 górnośląskiej). W 1945 r. ziemię głubczycką i raciborską przyłączono do Polski i kraik hulczyński wrócił do Czechosłowacji. Przedwojenna granica niemiecko-czechosłowacka stała się granicą polsko-czechosłowacką, na Śląsku cieszyńskim powrócono zaś do polsko-czechosłowackiej granicy przed 1938 r. Wszystko to wpłynęło niekorzystnie na relacje polsko-czechosłowackie. Czechosłowacja wysuwała roszczenia m.in. do Głubczyc, Raciborza, Koźla (Kędzierzyn-Koźle) i Kłodzka, Polska do Zaolzia.

### Czesi w II RP
W XIX w. Czesi osiedlali się także w Galicji i na Wołyniu. We Lwowie, gdzie zamieszkiwała duża grupa czeskich urzędników, wojskowych, nauczycieli i rzemieślników, w latach 1867–1936 działała „Česká beseda” („Ognisko Czeskie”) jedno z najstarszych czeskich stowarzyszeń emigracyjnych. „Ognisko” działało również w Krakowie. W krzywym zwierciadle ukazał postać czeskiego (zniemczonego) urzędnika galicyjskiego J. Lam w książce Wielki świat Capowic. Jednak wiele czeskich rodzin w Galicji polonizowało się i wniosło bardzo pozytywny wkład do kultury polskiej. Czeskie, galicyjskie pochodzenie mieli np. Karol Szajnocha, Leopold Staff, Jan Styka, Jan Matejko. W granicach II RP zamieszkiwała duża grupa tak zwanych Czechów wołyńskich. Największa fala czeskich kolonistów przybyła na Wołyń w latach 1878–1897. Po I wojnie światowej na obszarze tym mieszkało już ponad 40 tysięcy Czechów. Polski spis powszechny z 1921 wykazał, iż w samym województwie wołyńskim zamieszkiwało około 25 tysięcy Czechów w 534 miejscowościach (w 107 z nich zamieszkiwało więcej niż 30 Czechów, w 51 Czesi byli jedyną ludnością). Według spisu powszechnego z 1931 językiem czeskim posługiwało się w Polsce 38 097 osób. Większość stanowili w tej grupie właśnie Czesi wołyńscy (30977 osób).
Czesi na terenie Wołynia posiadali własne organizacje społeczne i kulturalne, 27 bibliotek, wydawano czeskie pisma „Hlas Volyně” oraz „Buditel”.
Większość dorosłych Czechów wołyńskich zajmowała się rolnictwem. Czeskie gospodarstwa należały do intensywnych, wśród upraw dominowało żyto, rozwinięta była również hodowla. Do Czechów należało oprócz tego dziesięć regionalnych browarów, cukrownie i mleczarnie, olejarnie, młyny.
Czesi wołyńscy należeli w większości do Kościoła prawosławnego (w 1928 objęła nad nimi zwierzchnictwo Czeska Cerkiew Prawosławna na czele z władyką Gorazdem). Głównym ośrodkiem wołyńskiego czeskiego prawosławia stał się Kwasiłów, gdzie znajdował się prawosławny sobór i drukowano religijne czasopismo „Za pravdu”.
Po II wojnie światowej duża część wołyńskich Czechów przesiedliła się do Czechosłowacji na mocy umowy między Czechosłowacją a Związkiem Radzieckim.

## Liczebność i obszar zamieszkania
| Województwo                     | Spis Powszechny | Spis Powszechny | Spis Powszechny |
| Województwo                     | 2002            | 2011            | 2021            |
| ------------------------------- | --------------- | --------------- | --------------- |
| województwo dolnośląskie        | 47              | 396             | 1029            |
| województwo kujawsko-pomorskie  | –               | 43              | 247             |
| województwo lubelskie           | –               | 80              | 248             |
| województwo lubuskie            | –               | 49              | 154             |
| województwo łódzkie             | 111             | 299             | 483             |
| województwo małopolskie         | –               | 318             | 734             |
| województwo mazowieckie         | 37              | 453             | 1189            |
| województwo opolskie            | –               | 109             | 305             |
| województwo podkarpackie        | –               | 100             | 328             |
| województwo podlaskie           | –               | 36              | 166             |
| województwo pomorskie           | –               | 123             | 374             |
| województwo śląskie             | 61              | 580             | 1503            |
| województwo świętokrzyskie      | –               | 47              | 195             |
| województwo warmińsko-mazurskie | –               | 25              | 175             |
| województwo wielkopolskie       | –               | 120             | 444             |
| województwo zachodniopomorskie  |                 | 55              | 244             |
| Suma                            | 386             | 2831            | 7818            |

Wg spisu z 2011 roku w miastach zamieszkiwało 2251 przedstawicieli mniejszości czeskiej (79,53%), na obszarach wiejskich zaś 580 (20,47%).

## Życie społeczne
Członków mniejszości czeskiej zrzesza Stowarzyszenie Czechów w Polsce z siedzibą w Zelowie. Zawiązało się ono obok tamtejszej parafii ewangelicko-reformowanej, gdzie otworzyło między innymi klub czeski z biblioteką i wypożyczalnią filmów. Stowarzyszenie zarejestrowano 8 stycznia 2010, podejmuje ono działania na rzecz zachowania języka przodków i dziedzictwa kulturowego osadników czeskich żyjących od wielu pokoleń w Polsce. Aktywnymi członkami stowarzyszenia są w głównej mierze członkowie Kościoła Ewangelicko-Reformowanego w Polsce z parafii w Zelowie, Bełchatowie, Kleszczowie, Łodzi, Warszawie. Oddział Stowarzyszenia Czechów w Polsce funkcjonuje również w Gęsińcu.

## Życie religijne
Wyznanie ewangelicko-reformowane jest dla Czechów zamieszkujących w centrum Polski podstawowym systemem odniesienia, a sam Kościół ewangelicko-reformowany określany jest jako „ostoja czeskości”. Na kształt sprawowanych w Zelowie obrzędów religijnych miały wpływ tradycje czeskobraterskie (według tego wzoru odprawiane są również nabożeństwa w języku polskim). Zachował się zwyczaj czytania Biblii i odmawiania modlitw w języku narodowym oraz śpiewania czeskich pieśni w trakcie nabożeństw. Na wielu nagrobkach cmentarza ewangelickiego w Zelowie widoczne są czeskie inskrypcje. Wśród społeczności zelowskich Czechów kultywowana jest pamięć o wygnaniu ich przodków z ojczyzny z powodu wierności ideom Jana Husa, który wraz z Janem Amosem Komeńskim należy w świadomości polskich Czechów do grona bohaterów narodowych.
Równocześnie w Zelowie zauważalny jest proces asymilacji ludności czeskiej, do najważniejszych przejawów której należy dominacja w nabożeństwach języka polskiego oraz odchodzenie od tradycyjnych czeskich elementów w liturgii.

## Polacy pochodzenia czeskiego i Czesi związani z historią Polski
| - Aleksander Augezdecky - Ottokar Brzoza-Brzezina - Jan Wacław Burian - Dypold III Borzywoj - Josef František - Gustaw Holoubek - Józef Javurek - Edward Jelinek - Jan Jelínek - Mirosław Jelinek - Wiera Jelinek - Cezary Czesław Jindra - Jan Amos Komeński - Franciszek Krajowski | - Jan Matejko - Josef Martin Nathan - Igor Newerly - Franciszek Paulik - Stefan Pawełek - Lew Prchala - Wacław Ritschel - Erich Sojka - Leopold Staff - Jan Styka - Ludvík Svoboda - Karol Szajnocha - Jerzy Śliziński - Karol Tausig - Wojciech Żywny |